# Lev Avnerovich Leviev
Lev Avnerovich Leviev (sinh ngày 30 tháng 7 năm 1956 tại Tashkent, Liên Xô và bây giờ là Uzbekistan). Năm nay, ông 53 tuổi và là tỷ phú được mệnh danh "Vua Kim Cương" người Do Thái. Tờ New York Times vi ông như là Người Do Thái giàu có nhất trên thế giới.

## Tiểu sử
Ông đến Israel ở tuổi 15 từ Lien Ban Xô viết - Uzbekistan, và ngày nay sống ở Anh. Cha mẹ của ông, Avner và Chana Leviev là thành viên của cộng đồng người Do Thái Bukharian. Năm 1971, khi ông lên mười lăm tuổi, gia đình ông di cư từ Uzbekistan đến Israel. Ngay sau đó, Leviev đã bắt đầu làm việc như một người học việc tại một nhà máy đánh bóng kim cương, và học qua 11 bước của quá trình cắt kim cương. Sau khi phục vụ trong Lực lượng Quốc phòng Israel, ông thành lập riêng nhà máy cắt và đánh bóng kim cương của mình ở tuổi 22. Vào năm ông 32 tuổi, ông đã sở hữu thêm 12 nhà máy làm kim cương.

## Kinh doanh
Với sự sụp đổ của cộng sản trong thập niên 1990, Leviev nỗ lực mở rộng kinh doanh của mình sang Đông Âu và Liên Xô cũ.
Leviev bay tới Moscow thuyết phục các quan chức có liên quan. Một trong những nước đi đầu tiên của Leviev tại Nga la thiết lập công nghệ cao để cắt và đánh bóng kim cương. Sau đó, cung cấp công ăn việc làm và quan trọng hơn, cho người Nga thấy làm thế nào họ có thể giành quyền kiểm soát ngành công nghiệp riêng của họ với một câu hỏi đơn giản: "Tại sao bán kim cương chưa cắt và chưa đánh bóng cho [De Beers] với mức giá giảm khi bạn có thể đánh bóng kim cương của mình và bán chúng với giá cao hơn"? Đổi lại, chính phủ Nga đã giúp ông giành được một chỗ đứng ở châu Phi. 
Sau khi thoả thuận với các quan chức thành công, Leviev tiếp cận được nguồn kim cương thô của Nga, và sau đó mở rộng hợp đồng khai thác mỏ tại Angola và Namibia. Ông đã nhận được nhiều ủng hộ cho sự thành công trong kinh doanh và các hoạt động từ thiện của mình về sau bao gồm Do Thái Học ở Nga, ở Do Thái, và các nhóm Brooklyn-based Chabad Hasidic ở Mỹ. Và bây giờ, ông sở hữu rất nhiều bất động sản mà nó kéo dài đến bốn lục địa từ Manhattan's Times Square cho đến tận Siberia. Leviev là một đối thủ cạnh tranh chính của De Beers diamond cartel.